# Casa a la Carretera de Caldes, 15 (Cardedeu)
La Casa a la carretera de Caldes, 15 és una obra modernista de Cardedeu (Vallès Oriental), actualment desapareguda però inclosa a l'Inventari del Patrimoni Arquitectònic de Catalunya.

## Descripció
Casa de tipologia entre mitgeres amb subterrani i planta. Coberta a dues aigües perpendiculars al carrer. Capcer sinuós trencat i obertures allargades amb el marc de línies sinuoses, propi del modernisme urbà. A sobre de les obertures, finestres i portes, hi ha unes altres insinuen unes golfes. El reixat de la finestra recorda a la primera etapa de Respall, d'un modernisme més estilitzat. El conjunt, recordant que aquesta casa fou dissenyada juntament amb la del costat, s'engloba dins d'un tipus d'arquitectura menor que va fer Respall, com a arquitecte municipal, a Cardedeu.

## Història
El projecte fou demanat per Josep Torroella i Bassas el març de 1915 i es construí al llarg de 1916. La construcció final és diferent al plànol original que es conserva a l'arxiu de Cardedeu; la casa restà menys ornamentada que en el projecte inicial.